# Фізична реальність
Фізи́чна реа́льність — характеристика безпосереднього вихідного базису природничонаукових теорій, опосередкування природничонаукових об'єктів умовами пізнання, яке по-різному фіксується, моделюється на різних рівнях пізнавального процесу. 

## Походження терміна
Термін запровадили в науки прο неживу природу основоположники фізики 20 ст. Альберт Ейнштейн і Нільс Бор.
Це поняття пов'язане, з одного боку, з категорією об'єктивної реальності, а з другого, — з категоріями суб'єкта і об'єкта пізнання.

## Сутність
Фізична реальність характеризує певну форму даності об'єктивної реальності дослідникові. З цього погляду говорять про фізичну реальність на рівні експерименту (наприклад, як прояв мікросвіту у макроприладі: рух мікрочастинок у камері Вільсона, дія мікрочастинок на фотоплівку тощо; це фіксується спеціальними детекторами й нашими органами чуттів) і, відповідно, про те, як цю фізичну реальність представлено на різних рівнях теоретичного опису — емпіричному (опис треків у камері Вільсона) і теоретичному (створення моделі структури елементарної частинки тощо). 
На емпіричному рівні фізична реальність представлена певними узагальненнями, систематизаціями даних вимірювальних засобів, а на теоретичному — логічними реконструкціями результатів опосередкування об'єктів дослідження умовами пізнання у формі цілісної системи знання — природничонаукової теорії.

## Фізичний світ і фізична реальність
Якщо поняття «фізичний світ» характеризує вихідну й кінцеву мету пізнання (первинність і незалежність природи щодо свідомості дослідника), то поняття фізичної реальності визначає конкретні форми даності дослідникові цього світу при різних умовах  пізнання  за  допомогою  різних теоретичних засобів. «Фізичний» ідеалізм або розглядає дані вимірювальних приладів як «останню реальність», а систематизацію їх оголошує єдиним завданням фізики як науки, або тлумачить теоретичні побудови фізиків як конструювання цієї реальності. Такі концепції неспроможні, ба зміст поняття матеріального фізичного світу не зводиться до уявлення про фізичну реальність ні на емпіричному, ні на теоретичному рівнях знання.
Поняття фізичної реальності виражає факт зростання гносеологічної активності дослідника в процесі пізнання матеріального світу.